# Aire d'attraction d'Arras
L'aire d'attraction d'Arras est un zonage d'étude défini par l'Insee pour caractériser l’influence de la commune d'Arras sur les communes environnantes. Publiée en octobre 2020, elle se substitue à l'aire urbaine d'Arras, qui comportait 114 communes dans le zonage de 2010.

## Définition
L'aire d'attraction d'une ville est composée d’un pôle, défini à partir de critères de population et d’emploi ainsi que d’une couronne constituée des communes dont au moins 15 % des actifs travaillent dans le pôle. Le pôle d’attraction constitue ainsi un point de convergence des déplacements domicile-travail,.

## Géographie
L’aire d'attraction d'Arras est une aire intra-départementale qui comporte 163 communes dans le Pas-de-Calais. 

### Carte

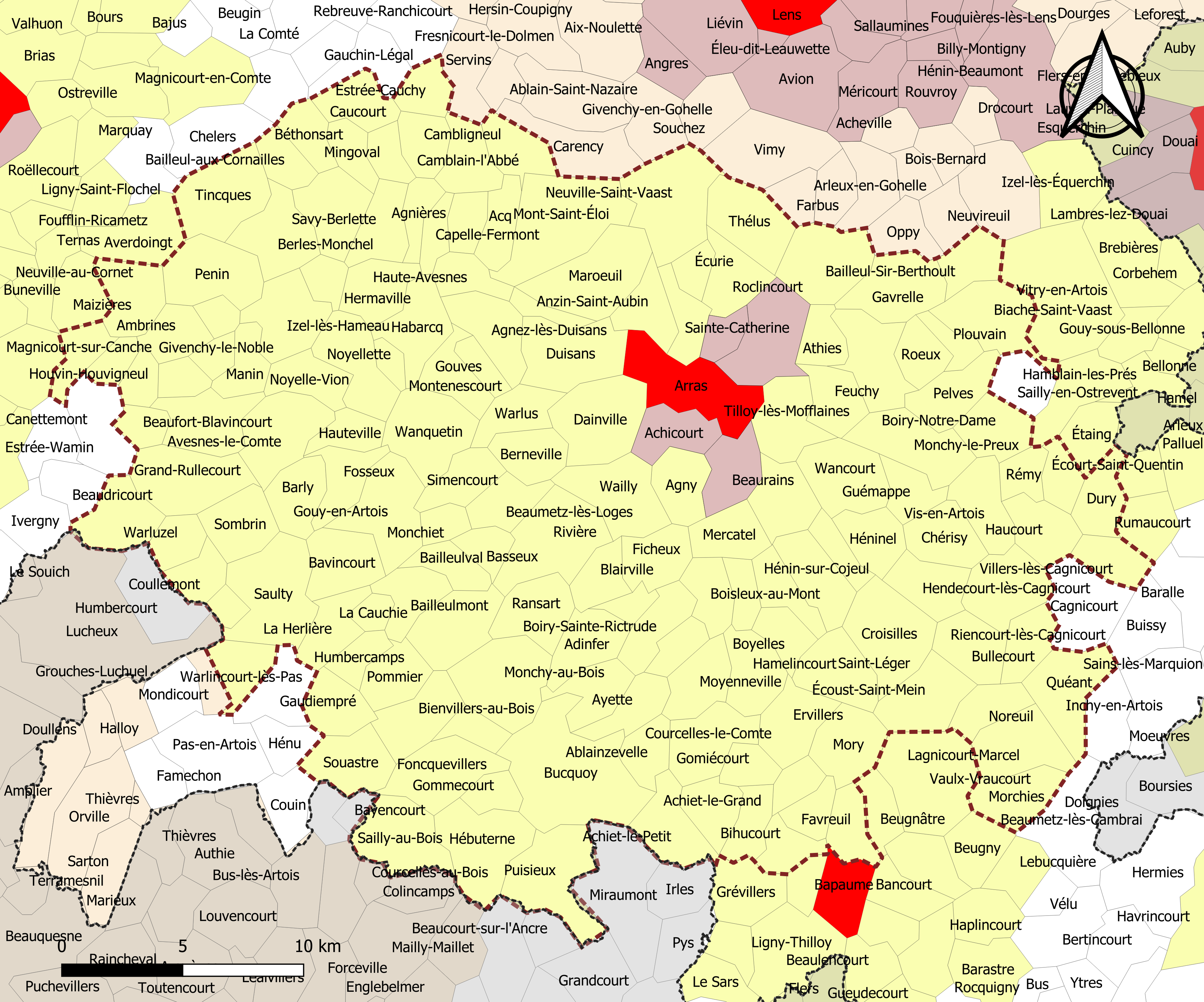
Carte de l'aire d'attraction d'Arras.
Commune-centre
Commune du pôle principal
Commune de la couronne

### Composition communale
| Catégorie                  | Département   | Communes | Communes |
| Catégorie                  | Département   | Nombre   | Libellé |
| -------------------------- | ------------- | -------- | --- |
| Commune-centre             | Pas-de-Calais | 1        | Arras. |
| Communes du pôle principal | Pas-de-Calais | 4        | Achicourt, Beaurains, Saint-Laurent-Blangy, Saint-Nicolas. |
| Communes de la couronne    | Pas-de-Calais | 158      | Ablainzevelle, Achiet-le-Grand, Achiet-le-Petit, Acq, Adinfer, Agnez-lès-Duisans, Agnières, Agny, Ambrines, Anzin-Saint-Aubin, Athies, Aubigny-en-Artois, Avesnes-le-Comte, Ayette, Bailleulmont, Bailleul-Sir-Berthoult, Bailleulval, Barly, Basseux, Bavincourt, Beaufort-Blavincourt, Beaumetz-lès-Loges, Béhagnies, Berles-au-Bois, Berles-Monchel, Berneville, Béthonsart, Biache-Saint-Vaast, Biefvillers-lès-Bapaume, Bienvillers-au-Bois, Bihucourt, Blairville, Boiry-Becquerelle, Boiry-Notre-Dame, Boiry-Saint-Martin, Boiry-Sainte-Rictrude, Boisleux-au-Mont, Boisleux-Saint-Marc, Boyelles, Bucquoy, Bullecourt, Cambligneul, Camblain-l'Abbé, Capelle-Fermont, La Cauchie, Caucourt, Chérisy, Coullemont, Courcelles-le-Comte, Couturelle, Croisilles, Dainville, Denier, Douchy-lès-Ayette, Duisans, Dury, Écoust-Saint-Mein, Écurie, Ervillers, Estrée-Cauchy, Éterpigny, Étrun, Fampoux, Favreuil, Feuchy, Ficheux, Foncquevillers, Fontaine-lès-Croisilles, Fosseux, Fresnes-lès-Montauban, Frévin-Capelle, Gavrelle, Givenchy-le-Noble, Gomiécourt, Gommecourt, Gouves, Gouy-en-Artois, Grand-Rullecourt, Guémappe, Habarcq, Hamelincourt, Hannescamps, Haucourt, Haute-Avesnes, Hauteville, Hébuterne, Hendecourt-lès-Cagnicourt, Hendecourt-lès-Ransart, Héninel, Hénin-sur-Cojeul, La Herlière, Hermaville, Humbercamps, Izel-lès-Hameau, Lagnicourt-Marcel, Lattre-Saint-Quentin, Liencourt, Lignereuil, Magnicourt-sur-Canche, Maizières, Manin, Marœuil, Mercatel, Mingoval, Monchiet, Monchy-au-Bois, Monchy-le-Preux, Montenescourt, Mont-Saint-Éloi, Morchies, Mory, Moyenneville, Neuville-Saint-Vaast, Neuville-Vitasse, Noreuil, Noyellette, Noyelle-Vion, Pelves, Penin, Plouvain, Pommier, Puisieux, Quéant, Ransart, Rémy, Riencourt-lès-Cagnicourt, Rivière, Roclincourt, Rœux, Sailly-au-Bois, Saint-Amand, Sainte-Catherine, Saint-Léger, Saint-Martin-sur-Cojeul, Sapignies, Sars-le-Bois, Saulty, Savy-Berlette, Simencourt, Sombrin, Souastre, Sus-Saint-Léger, Thélus, Tilloy-lès-Hermaville, Tilloy-lès-Mofflaines, Tincques, Villers-au-Bois, Villers-Brûlin, Villers-Châtel, Villers-lès-Cagnicourt, Villers-Sir-Simon, Vis-en-Artois, Wailly, Wancourt, Wanquetin, Warlincourt-lès-Pas, Warlus, Warluzel. |

## Démographie
Cette aire est catégorisée dans les aires de 50 000 à moins de 200 000 habitants, une catégorie qui regroupe 18,4 % de la population au niveau national,.